# Nikolaj Jaskov
Nikolaj Jaskov (in russo Николай Ясков?; 23 novembre 1978) è un pentatleta russo.

## Palmarès
In carriera ha conseguito i seguenti risultati:
- Europei

Montepulciano 2005: argento nel pentathlon moderno staffetta a squadre.